# Chica Sobresalto
Chica Sobresalto, pseudonimo di Maialen Gurbindo (Villava, 13 maggio 1994), è una cantante spagnola.

## Biografia
Originaria di Villava, ha intrapreso la carriera musicale nel 2017, pubblicando l'album in studio Sobresalto. Nel 2020 ha preso parte all'11ª edizione di Operación Triunfo (adattamento spagnolo di Star Academy presentato dalla RTVE), classificandosi 6ª. Nella 2ª puntata del programma televisivo ha cantato insieme ad Anne Lukin la canzone Ilargia dei Ken Zazpi, la prima in lingua basca ad essere eseguita nella storia della trasmissione.
Il suo secondo disco Sinapsis, messo in commercio nel maggio 2021, ha debuttato in vetta alla classifica spagnola della Productores de Música de España. Con il fine di promuoverlo a livello nazionale, ha imbarcato una serie di concerti in quattro città nello stesso mese. Anche l'EP di debutto Retales è stato promosso da un tour.

## Discografia

### Album in studio
- 2017 – Sobresalto
- 2021 – Sinapsis
- 2023 – Oráculo

### EP
- 2021 – Retales
- 2023 – Retales II

### Singoli
- 2020 – Oxitocina (con Maialen)
- 2020 – Fusión del núcleo
- 2021 – Adrenalina (feat. Zahara)
- 2021 – Selección natural
- 2021 – Inconstantes vitales
- 2021 – ¡Gózame ya!
- 2021 – Bailando raro
- 2022 – Progesterona (con Beth)
- 2022 – La estrella
- 2023 – La torre
- 2023 – Poquita cosa (con i Veintiuno)
- 2023 – El hogar
- 2023 – La monogamia (con Celia Becks)
- 2023 – El tiempo bala
- 2023 – Plutón
- 2023 – Guapa y lista (con Rocío Saiz)
- 2023 – Sertralina
- 2024 – Loto (con Bruno Alves)
- 2024 – Tu nirvana
- 2024 – Navegantes (en pendura)
- 2024 – Mi cabeza (con Alex Wall)
- 2024 – Mala feminista
- 2025 – Bella rareza